# Lucas Créange
Pour les articles homonymes, voir Créange.
Lucas Créange est un athlète paralympique (Déficiences intellectuelle et psychique / Classe 11) en tennis de table né le 26 octobre 1992 à Troyes.
Il remporte quatre médailles d’or au cours des Global Games en 2015, dont une en double avec Pascal Pereira-Leal.

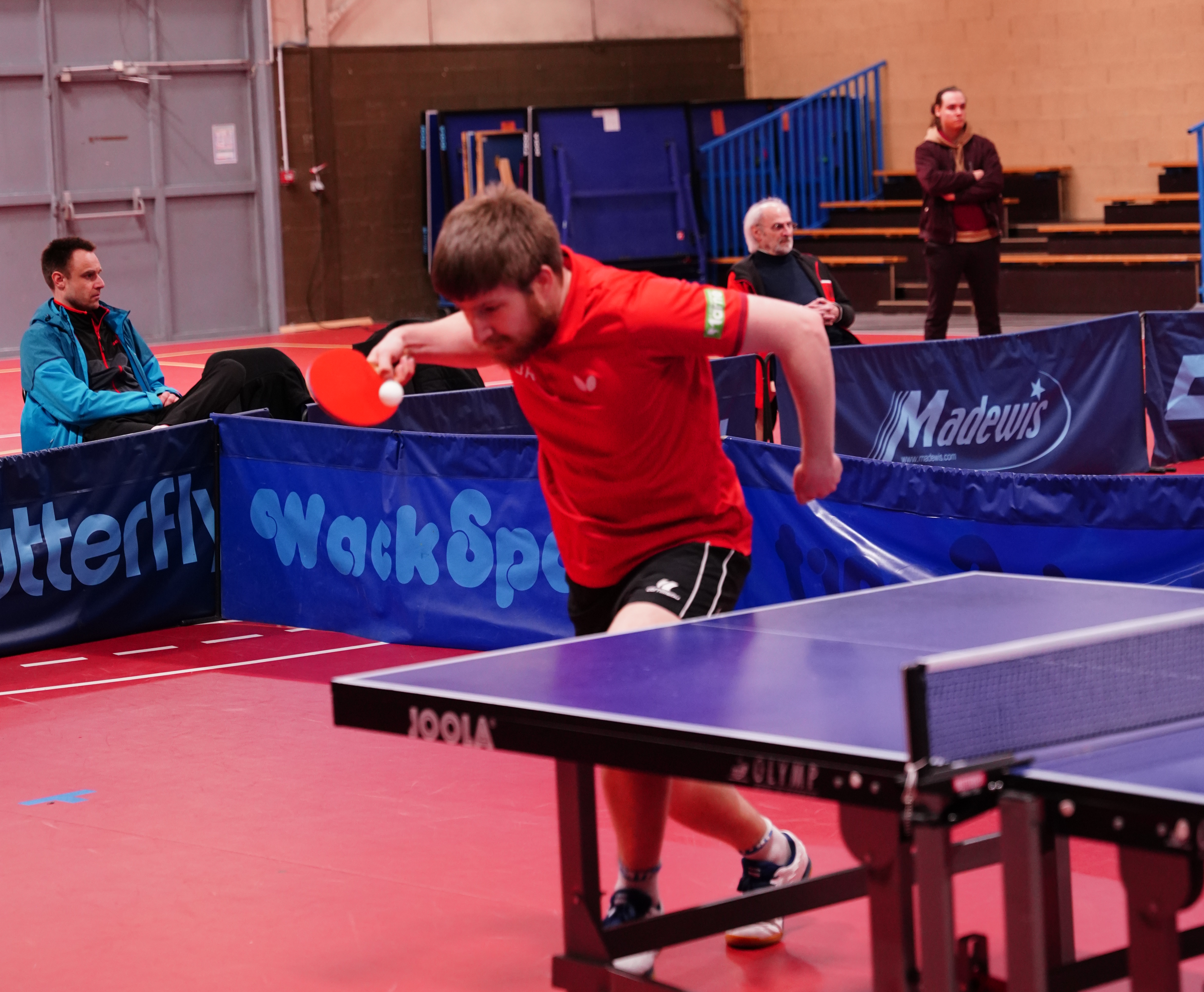
En match de club le 10 février 2024.

Membre du club Olympique rémois tennis de table, il participe aux Jeux paralympiques d'été de 2016 puis en 2018 rejoint la commission des athlètes du Comité d'organisation des Jeux olympiques et paralympiques d'été de 2024.

## Palmarès[4]
- Jeux paralympiques

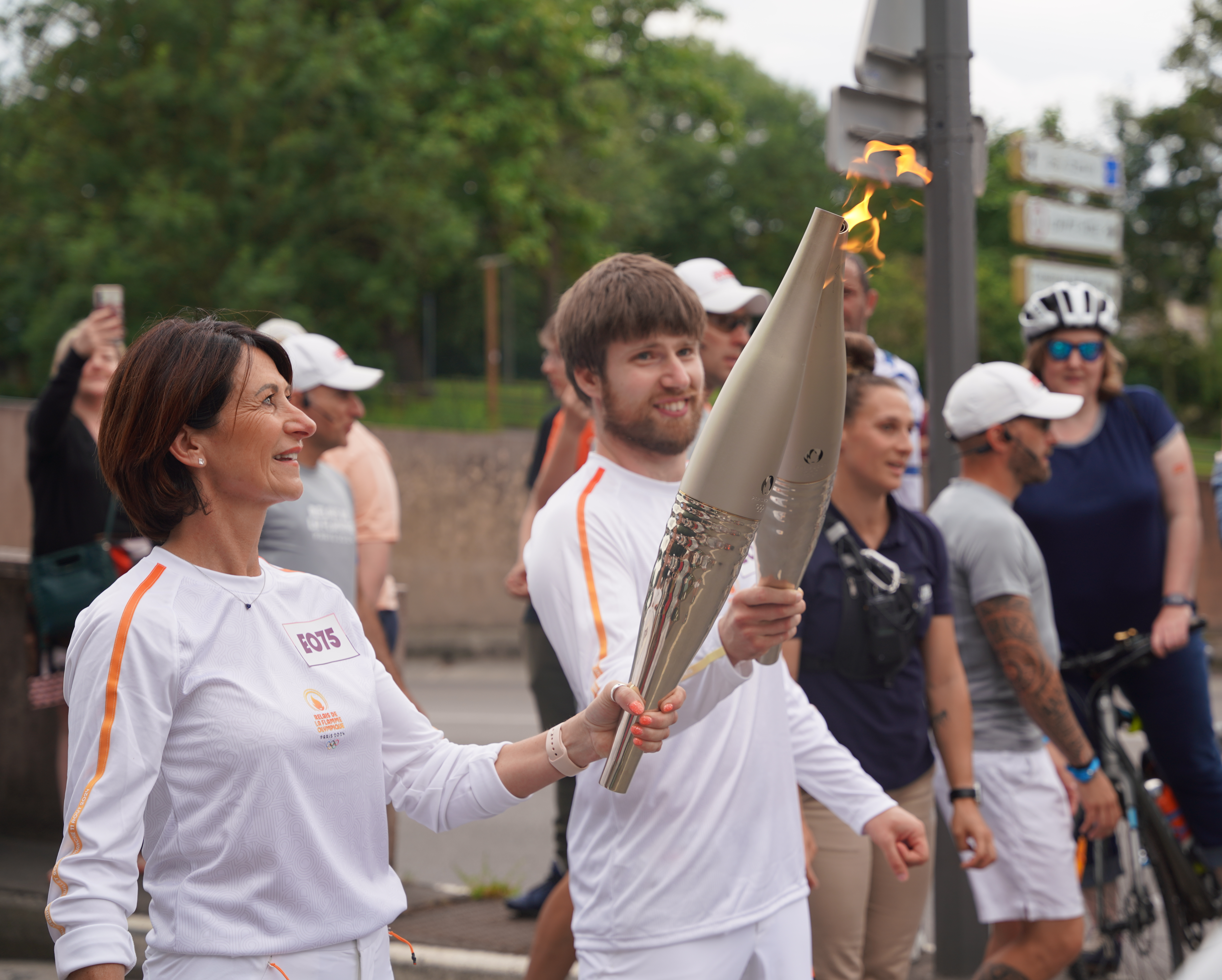
Relayeur de la flamme olympique.

  -  Médaille de bronze aux Jeux paralympiques de 2021
- Championnats du monde
  -  Médaille de bronze individuel en Championnats du monde de 2018
- Championnats d'Europe
  -  Médaille de bronze par équipe en Championnats d'Europe de 2023
  -  Médaille d'or en individuel en Championnats d'Europe de 2019
  -  Médaille de bronze par équipe en Championnats d'Europe de 2019
  -  Médaille d'or en individuel en Championnats d'Europe de 2017
  -  Médaille d'argent par équipe en Championnats d'Europe de 2017
  -  Médaille d'argent en individuel en Championnats d'Europe de 2015
- ITTF WORLD PARA CHALLENGER à Laško[5] :
  - Argent en double avec  Timothe Ivaldi en 2025
  - Bronze en simple, 2025.

## Décorations
- Chevalier de l'ordre national du Mérite le 8 septembre 2021[6]